# Lincoln (condado de Grafton)
Lincoln es un lugar designado por el censo ubicado en el condado de Grafton en el estado estadounidense de Nuevo Hampshire. En el Censo de 2010 tenía una población de 993 habitantes y una densidad poblacional de 140,13 personas por km².

## Geografía
Lincoln se encuentra ubicado en las coordenadas 44°3′37″N 71°40′16″O / 44.06028, -71.67111. Según la Oficina del Censo de los Estados Unidos, Lincoln tiene una superficie total de 7.09 km², de la cual 6.97 km² corresponden a tierra firme y (1.61%) 0.11 km² es agua.

## Demografía
Según el censo de 2010, había 993 personas residiendo en Lincoln. La densidad de población era de 140,13 hab./km². De los 993 habitantes, Lincoln estaba compuesto por el 99.09% blancos, el 0.2% eran afroamericanos, el 0% eran amerindios, el 0.2% eran asiáticos, el 0% eran isleños del Pacífico, el 0.3% eran de otras razas y el 0.2% pertenecían a dos o más razas. Del total de la población el 0.4% eran hispanos o latinos de cualquier raza.